# メアリー・カサット
メアリー・スティーヴンソン・カサット（Mary Stevenson Cassatt) 1844年5月22日 - 1926年6月14日）は、アメリカの画家・版画家。成人してからはフランスで生活することが多かった。そこで最初に友人になったのがエドガー・ドガで、後に印象派の展覧会にも出品した。
カサットは、独特の力強いタッチで、母と子の親密な絆を、さらに、女性の社会的および私的生き方を、何度となく描き続けた。

## 初期

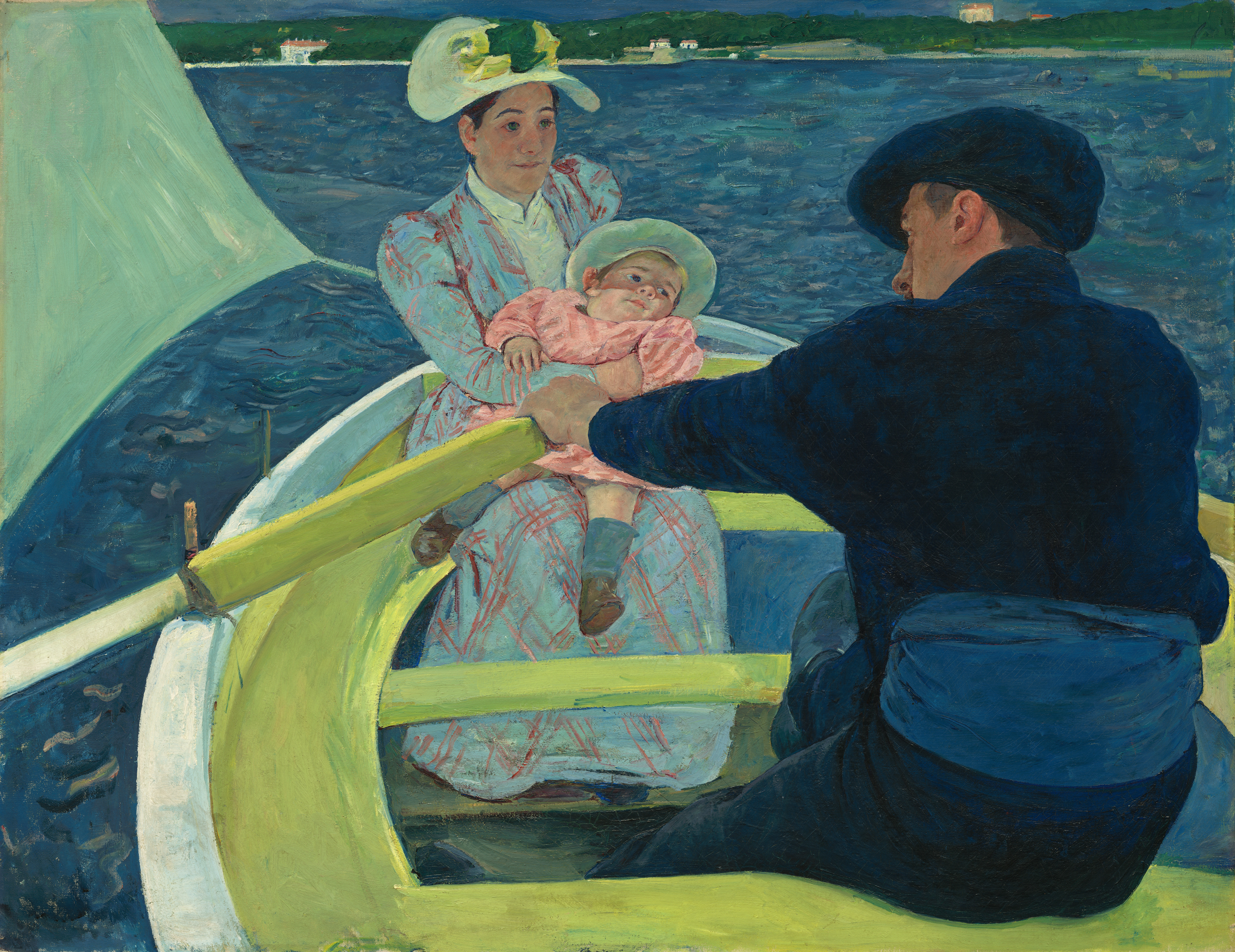
『舟遊び』(1893-1894)
ナショナル・ギャラリー

メアリー・カサットはペンシルベニア州アレゲニー（現在はピッツバーグの一部）に生まれた。父親のロバート・S・カサットは成功した株式仲買人、母親のキャサリン・ケルソー・ジョンストンは銀行家の家の出身という恵まれた環境だった。教育に不可欠だとして、世界中を旅行しながら育てられた。10歳になるまでに、ロンドン、パリ、ベルリンなど、いくつものヨーロッパの首都を回っていた。ちなみにカサットは、画家ロバート・ヘンライ（Robert Henri）のいとこでもあった。
カサットはプロの画家になろうと決めた。もちろん家族は反対したが、カサットは自分の意志を貫いた。フィラデルフィアのペンシルベニア美術アカデミーで絵の勉強をはじめたが（1861年 - 1865年）、いっこうに進まない授業と男子学生の見下した態度に我慢できず、ちゃんとした巨匠の下で勉強しようと、1866年、パリに渡った。
しかし、普仏戦争が始まってアメリカに帰国した。カサットは家族の元に住むが、小さな町だったので画材やモデルを得ることが難しかった。画材を買おうにも、父親はカサットが画家になることになおも反対だったので、生活に必要な金しか渡してくれなかった。1871年、ピッツバーグの大主教から、ヨーロッパ中を旅行した後でいいから、イタリアの絵画を模写して欲しいという依頼があり、カサットは再びヨーロッパに渡った。

## 印象主義

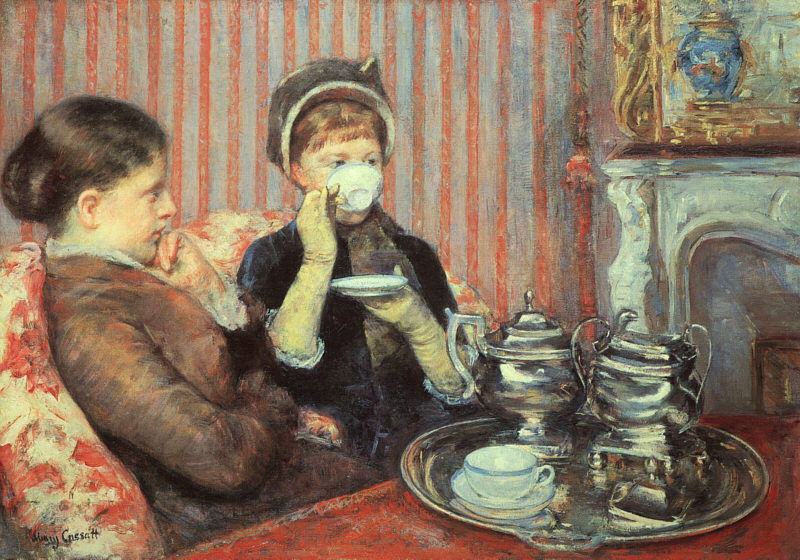
『お茶』（1880年）
油彩、カンヴァス/ボストン美術館

カサットはヨーロッパの主だった美術館を回って絵を独学で勉強した。1872年には、カサットの作風は成熟しきっていた。それからパリに行き、カミーユ・ピサロの下で絵を学んだ。
1872年、カサットはパリ・サロンに初めて絵を出品した。審査員はしぶしぶ絵を受理したが、批評家たちは、色は明るすぎるし、肖像画は実物以上に精密すぎると酷評した。
ある時、カサットは美術商の店のウインドーで一枚の絵を見かけた。ドガのパステル画だった。カサットはサロンに反抗しているのは自分一人でないことを知った。カサットは友人への手紙にこう書いている。
| 「 | 窓のところに飛んでいって、鼻をぺちゃんこにして、彼の絵をできるだけ吸収しようとしたものよ。 | 」 |

| 「 | それが私の人生を変えたの。私はその時、芸術を見たわ。私が見たいと願っていた芸術を。 | 」 |

1874年、カサットはドガと対面を果たした。ドガはカサットに印象派の展覧会に作品を出品してみないかと誘った。そして1879年、印象派の展覧会にカサットの絵が架かった。1886年まで、カサットは印象派の積極的なメンバーだった。印象派から離れた後も、ドガや女流画家のベルト・モリゾとは、ずっと友人のままだった。パステルの使い方に熟達し、結果的に、彼女の代表作はパステルで描かれたものが多かった。

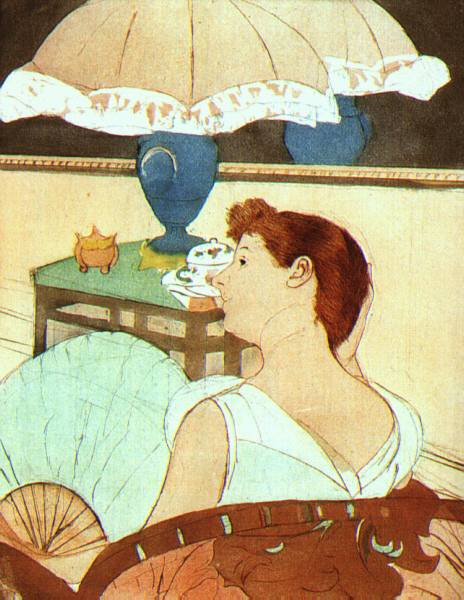
『ランプ』（1891年頃）
ナショナル・ギャラリー

カサットが印象派から離れた理由は、母と姉リディアを看病するためだった。看病の間、筆を握ることもなくなった。二人が病気になったのは、1877年、カサットがパリに移った後だった。姉は1882年に45歳でブライト病のために亡くなった。母親は何とか健康を回復した。1880年代中頃にはカサットは再び絵を描き始めた。
カサットの作風は進化していた。印象派から、よりシンプルで、よりわかりやすいアプローチになっていった。1886年まで、しばらくカサットはどんな運動にも属さずに、さまざまなテクニックの実験を続けた。カサットの人気の基礎である、一連の母と子を描いた絵の特徴は、正確な素描、優しい視点、その上に、決して感傷に溺れていないことである。
1891年、カサットは、ドライポイントやアクアチントで描かれた、高度なオリジナル・カラーの連作版画を発表した。その中には、その前年パリで見た日本画にインスパイアされた『水浴する女性』、『髪飾り』が含まれていた。

## 後半生

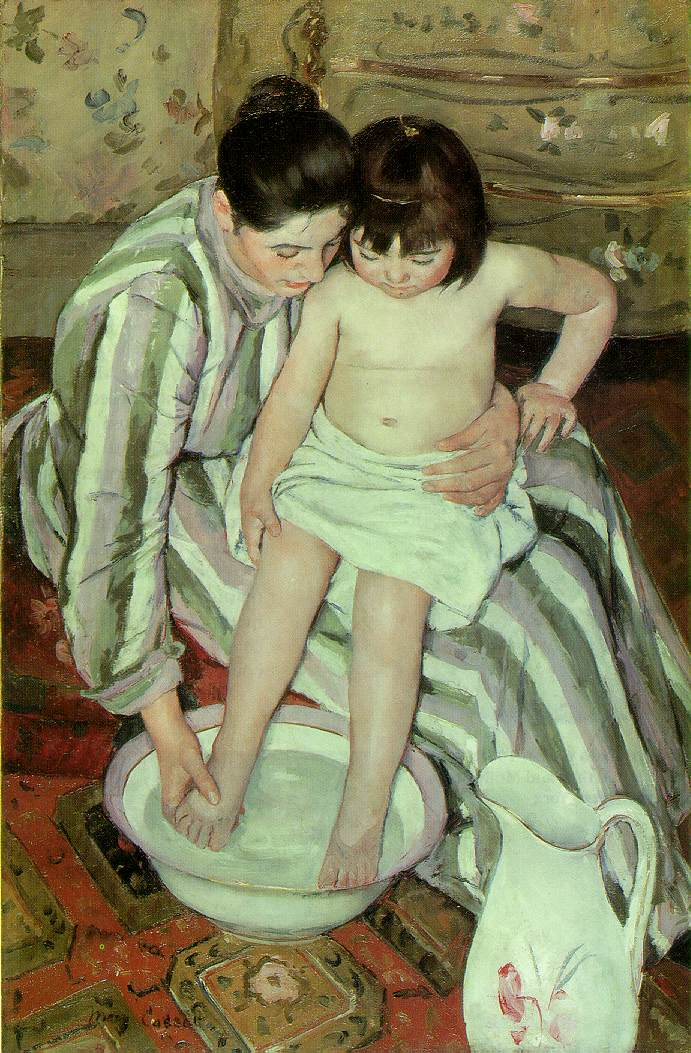
『子供の入浴』（1893年）
油彩、キャンバス/シカゴ美術館

1890年代はカサットが最も多忙で最もクリエイティヴな時代だった。アメリカの若き美術家たちは、カサットを鑑とし、アドバイスを求めた。その中には、ルーシー・ベーコン（en:Lucy Bacon）がいて、カサットは彼女をカミーユ・ピサロに紹介した。20世紀を迎えた時、カサットは、数人の美術コレクターのアドバイザーを務めることになった。コレクターたちが購入したものをアメリカの美術館に寄付することを条件に。アメリカのコレクターたちは有難かったろうが、そのせいでカサットの絵の評価がアメリカでは遅れることになった。
カサットの芸術への貢献を称えて、フランス政府はカサットにレジオンドヌール勲章を贈った。1904年のことである。
1906年、カサットの兄アレクサンダー（en:Alexander Cassatt）が亡くなった。アレクサンダーは1899年から死ぬまでペンシルバニア鉄道の社長だった。兄の死から1912年まで、カサットは再び筆を折った。
1910年のエジプト旅行はカサットに古代の絵の美しさを印象づけた。1911年、カサットは糖尿病、リウマチ、神経痛、白内障と診断された。しかしカサットは挫けはしなかった。とはいうものの、1914年以降、カサットは絵をやめた。目がほとんど見えなくなったのだ。絵は描けなくなったが、カサットは女性参政権（婦人参政権）の理想に向けて前進した。1915年には、その運動を支援する展覧会に18作品を出品した。
カサットはパリに近いChateau de Beaufresneで、1926年6月14日に亡くなった。遺体はフランスのMesnil-Théribusのカサット家の地下納骨所に埋葬された。
2005年現在、カサットの絵画に287万USドルの値段がつけられた。

## ギャラリー

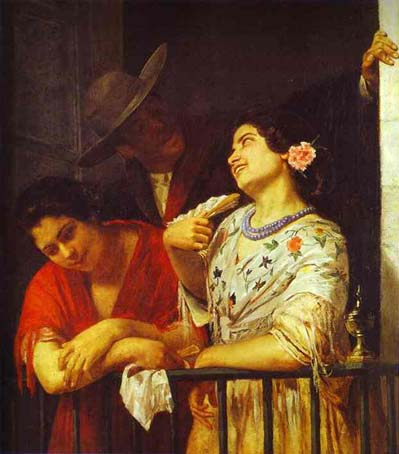
『バルコニーにて』（1873）
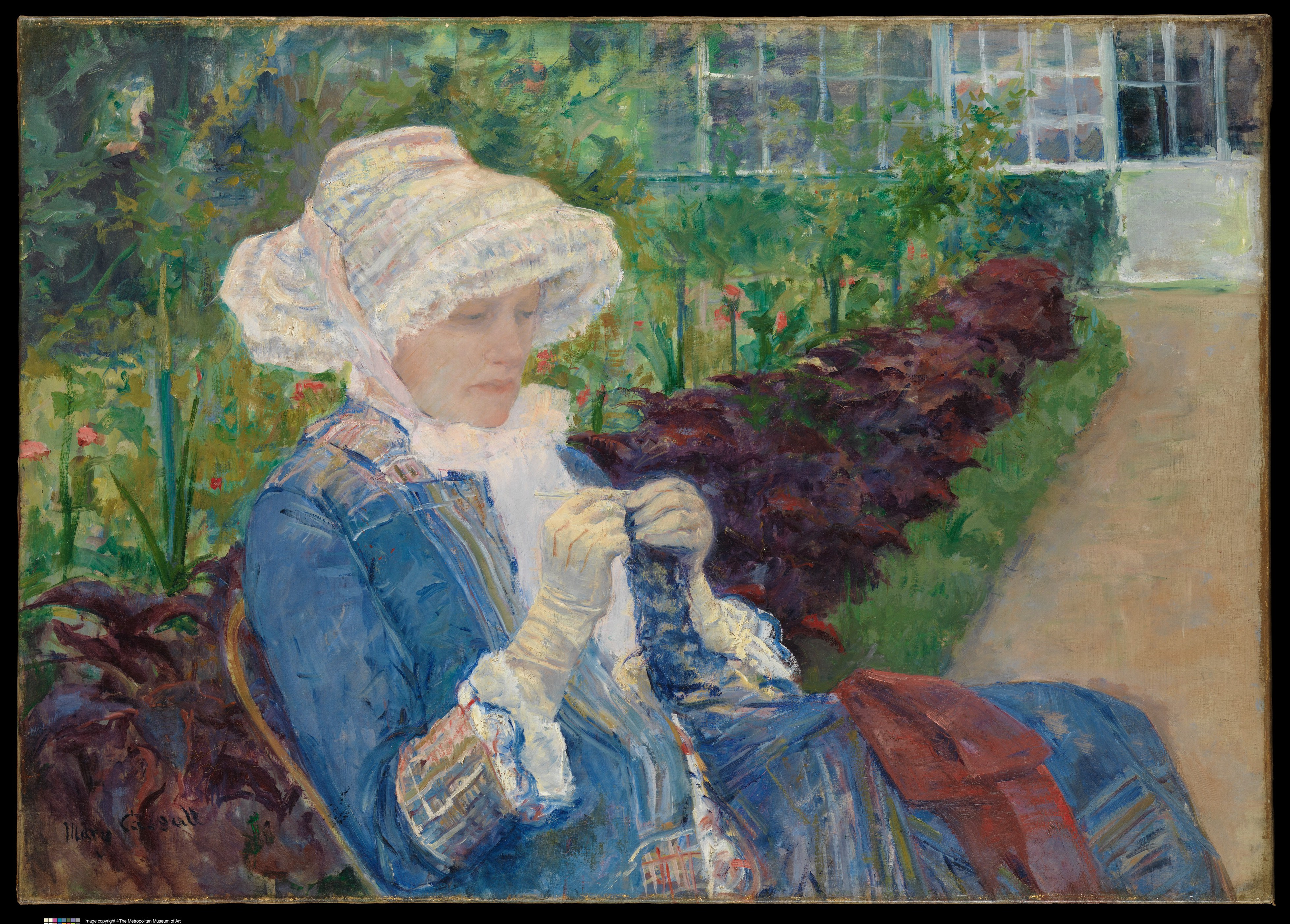
『マルリーの庭で編み物をするリディア』（1880）
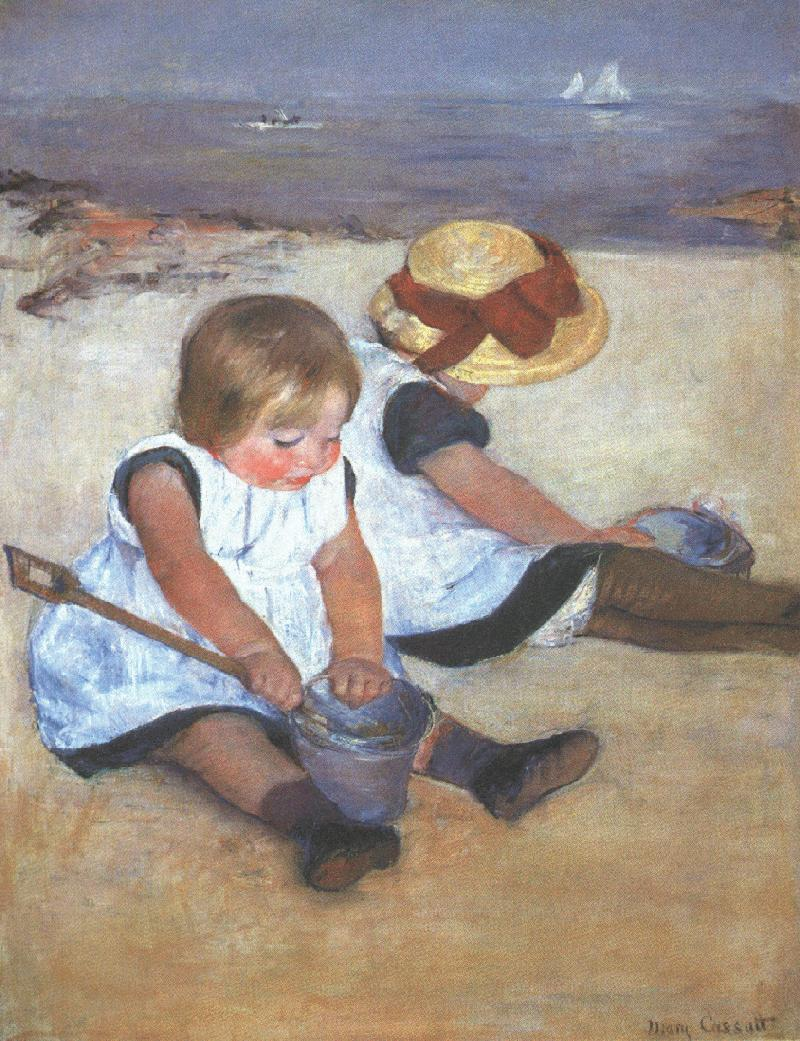
『浜辺の子供』（1884年頃）
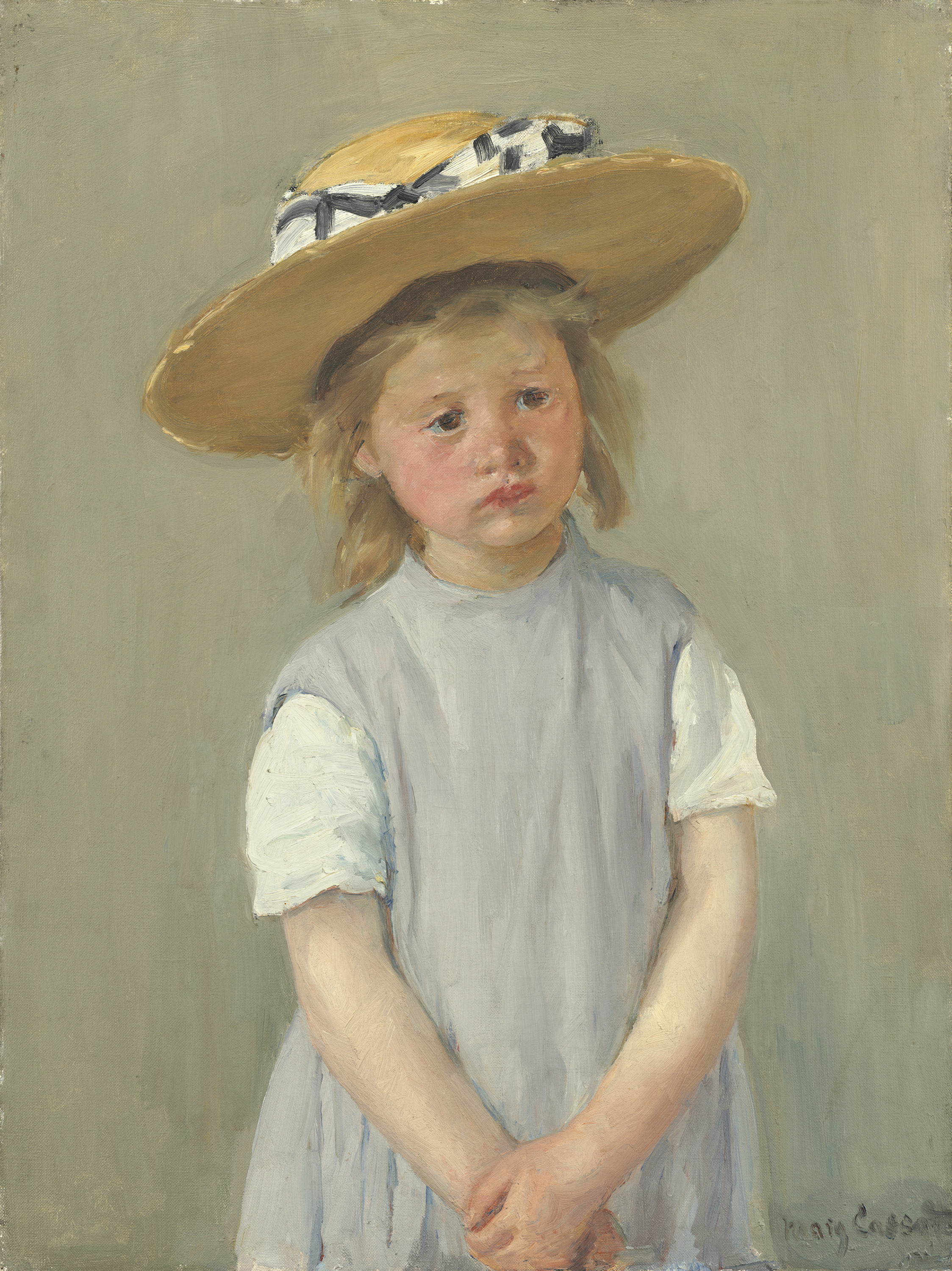
『麦藁帽子の子供』（1886年）
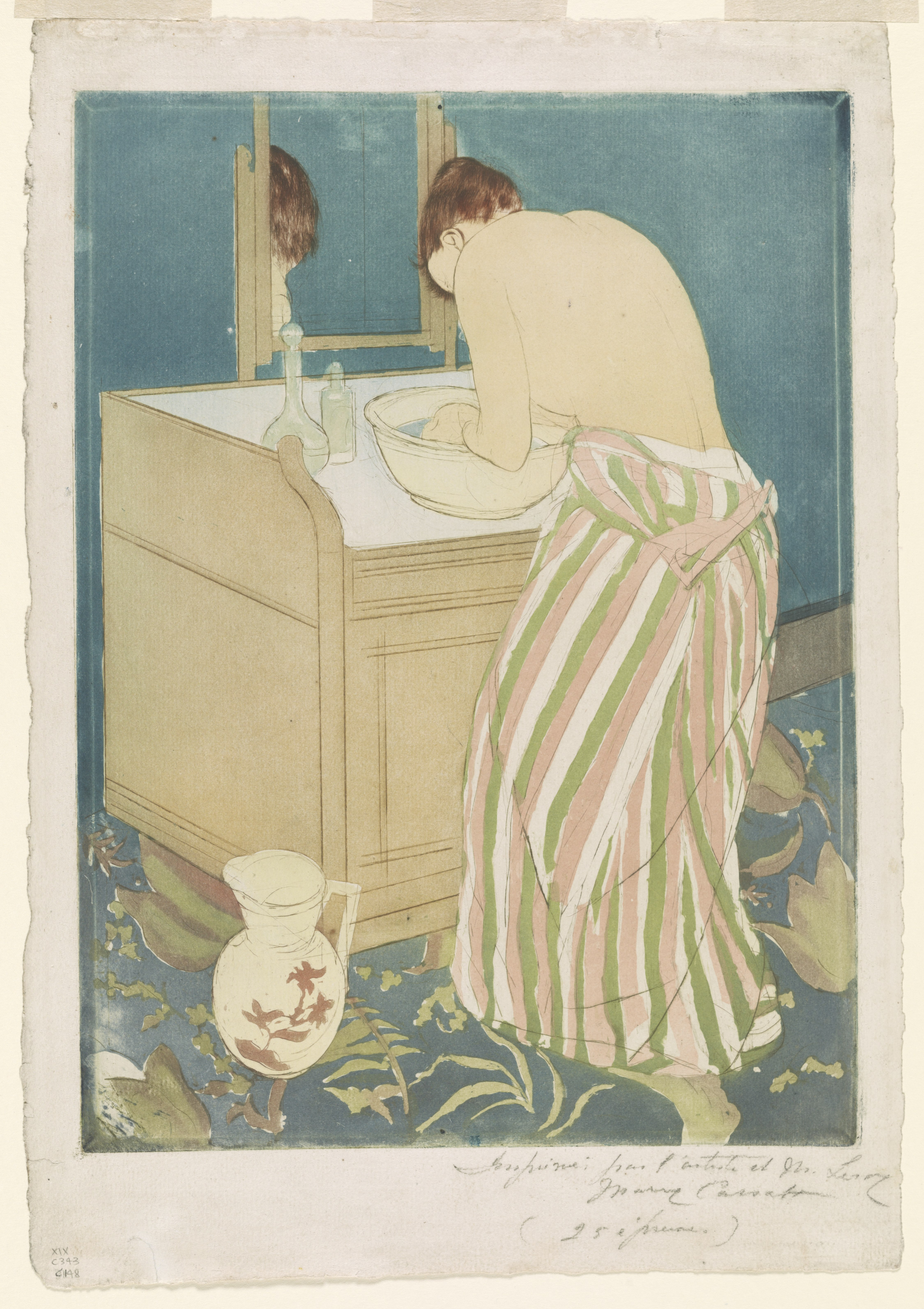
『湯あみする女性』（1890-91年）
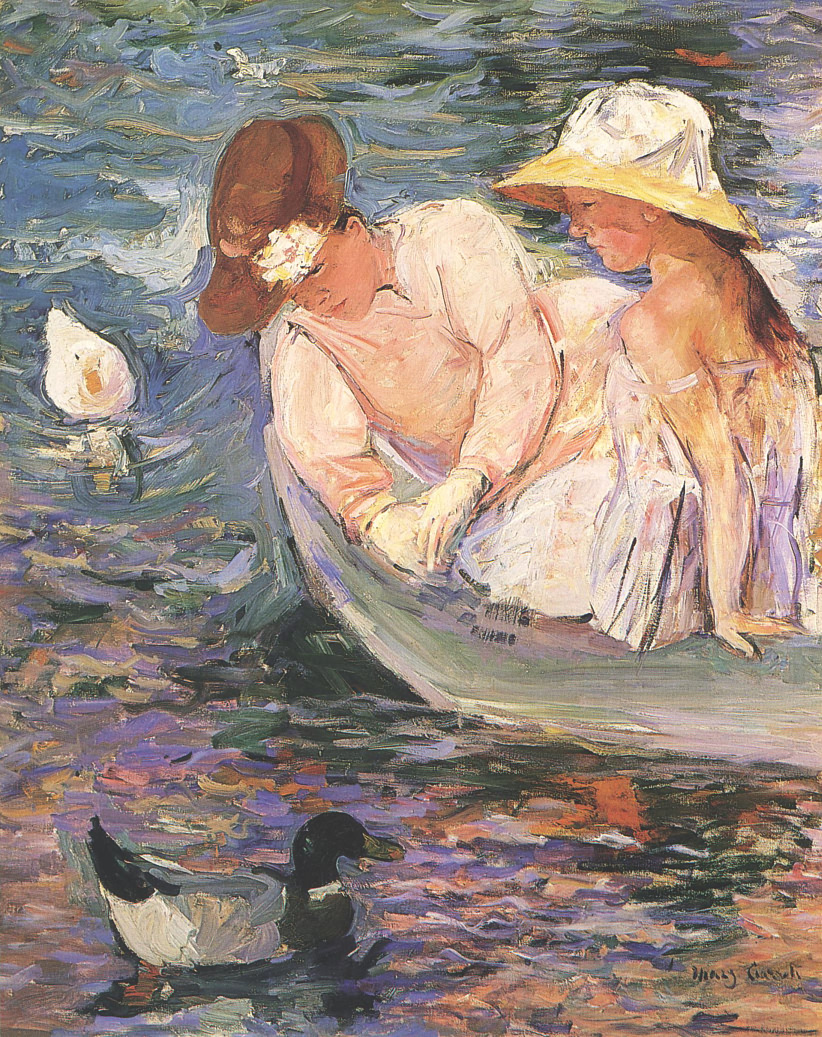
『サマータイム』（1894年頃）
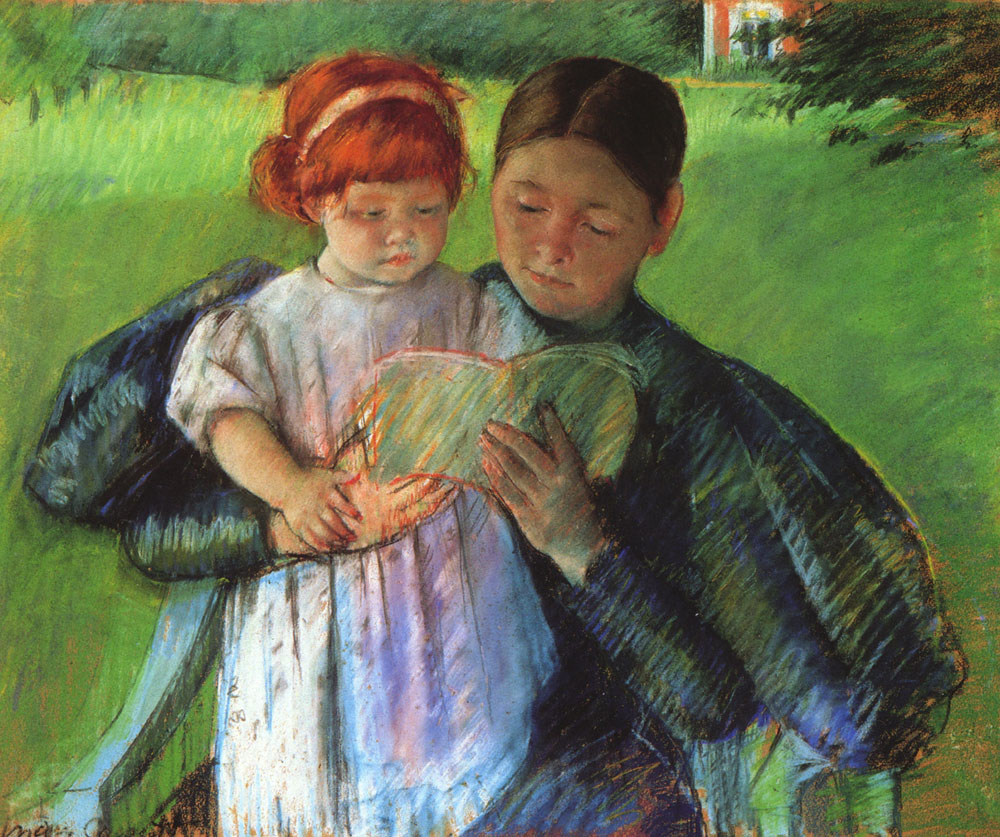
『少女に本を読む子守』（1895年）
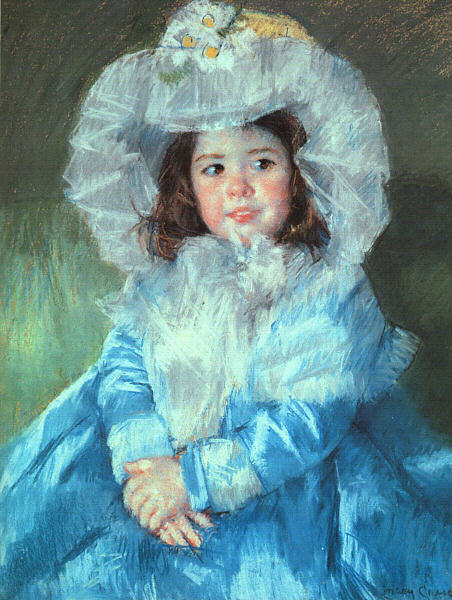
『青い服を着たマーゴー』（1902年）
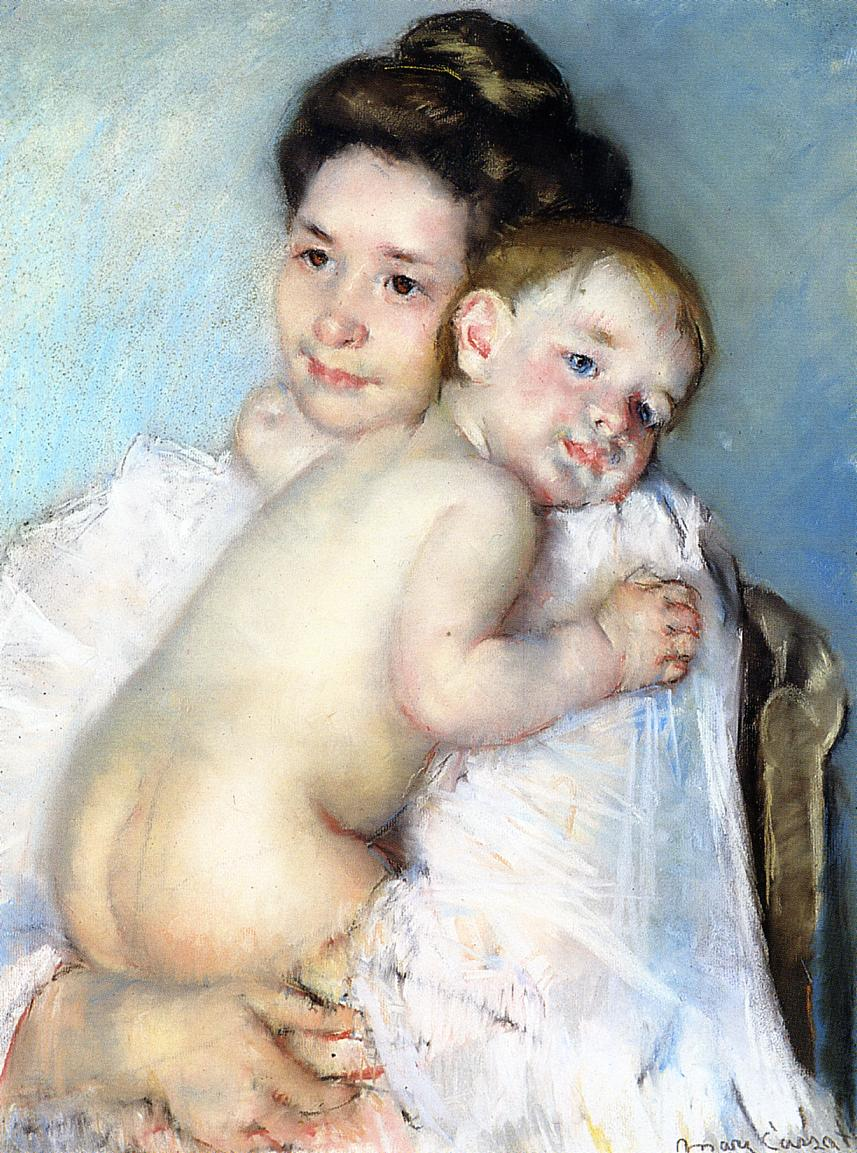
『母と子』（1903年）
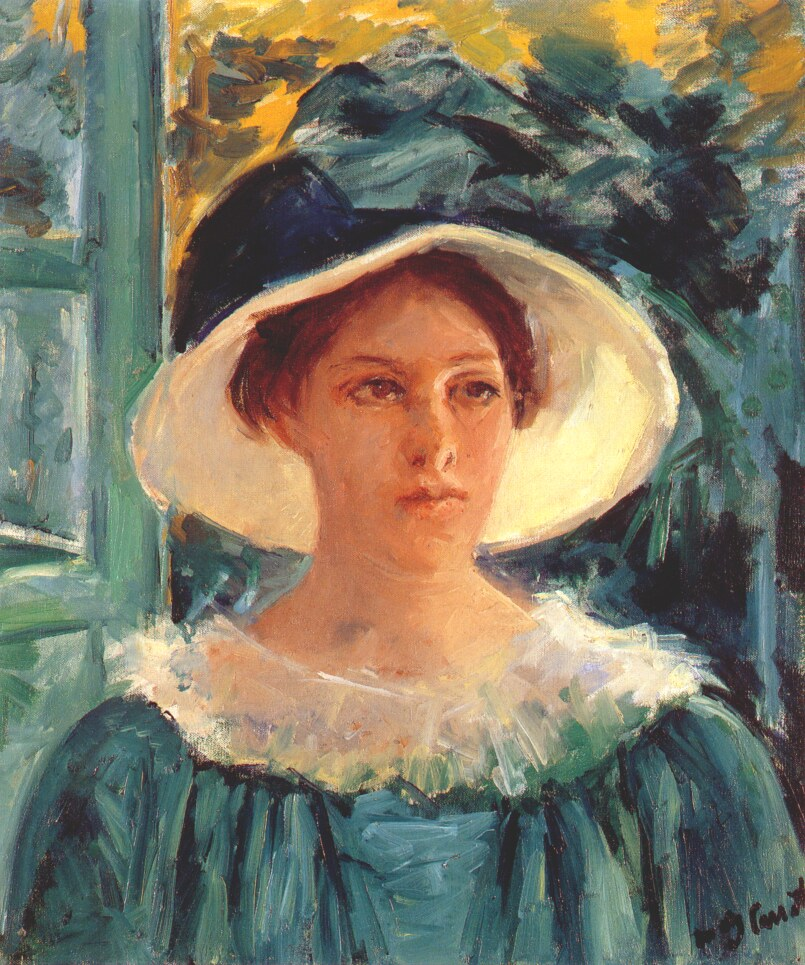
『緑色の服を着た女性』（1914年）

### 日本語文献
- スーザン・E.マイヤー『メアリー・カサット はじめて読む芸術家ものがたり』渡辺真監訳、同朋舎出版、1992年
- アリソン・エフェニー『カサット　岩波世界の巨匠』松本透訳、岩波書店、1996年